# Droga krajowa B473 (Niemcy)
Droga krajowa 473 (niem. Bundesstraße 473) – niemiecka droga krajowa przebiegająca na osi północ - południe i jest połączeniem drogi B67 w Bocholt przez autostradę A3 na węźle Hamminkeln z drogą B8 w Wesel w Nadrenii Północnej-Westfalii.
Droga, jest oznakowana jako B473 od początku lat 60. XX w.